# Pierre Marc Johnson

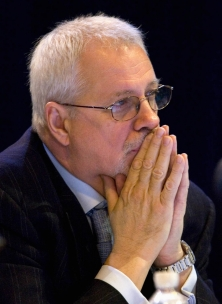
Pierre Marc Johnson, 2012

Pierre Marc Johnson (* 5. Juli 1946 in Montreal, Québec) ist ein kanadischer Politiker der Parti Québécois, der zwischen 1985 und 1987 Vorsitzender der Parti Québécois sowie vom 3. Oktober bis zum 12. Dezember 1985 Premierminister von Québec war.

## Leben

### Abgeordneter und Minister im Kabinett Lévesque
Johnson war der jüngere Sohn von Daniel Johnson, Sr., der von 1961 bis 1968 Vorsitzender der Union nationale sowie zwischen 1966 und seinem Tod 1968 ebenfalls Premierminister von Québec war.
Als Kandidat der Parti Québécois wurde er bei den Wahlen vom 15. November 1976 erstmals zum Mitglied der Nationalversammlung von Québec gewählt und vertrat dort den Wahlkreis Montreal-Anjou.
1977 wurde er von Premierminister René Lévesque als Minister für Arbeit und Arbeitskräfte in die Regierung der Provinz Québec berufen und stützte sich in dieser Funktion auf erfahrene Mitarbeiter der Regierung, um die Arbeitskonflikte jener Zeit zu lösen. Bei einer Regierungsumbildung Ende 1980 übernahm er im Kabinett Lévesque das Amt des Ministers für Verbraucherangelegenheiten, Kooperativen und Finanzinstitutionen, ehe er knapp ein Jahr später im Herbst 1981 im Rahmen einer neuerlichen Kabinettsumbildung Minister für soziale Angelegenheiten wurde. In dieser Funktion musste er die Kürzungen der Regierung für soziale Dienste verteidigen.
1984 berief Premierminister Lévesque Johnson zum Justizminister sowie zum Minister mit der Verantwortung für die kanadische intergouvernementale Zusammenarbeit.

### Vorsitzender der Parti Québécois und Premierminister von Québec
Bei der ersten Wahl eines Parteivorsitzenden in der kanadischen Geschichte, bei der alle Parteimitglieder in einer Urwahl unmittelbar für die Kandidaten stimmen konnten, wurde Johnson am 29. September 1985 zum Vorsitzenden der Parti Québécois gewählt. Auf den zweiten Platz hinter dem klaren Sieger Johnson kam Pauline Marois mit 19,7 % der Stimmen. Er löste damit Lévesque ab, der einer der Gründer der Partei war. Dieser zog sich aus dem politischen Leben zurück und trat am 3. Oktober 1985 nach neunjähriger Amtszeit als Premierminister zurück. Johnson, der sich selbst als „bleu“ (Konservativer) bezeichnete, war geeignet, um die direkte, unmittelbare politische Grundlage des Separatismus in langfristige politische Ziele umzuwandeln.
Am 3. Oktober 1985 wurde Johnson Nachfolger von Lévesque und als 24. Premierminister von Québec vereidigt. Zu den bekanntesten Politikern seiner Regierung zählte Finanzminister Bernard Landry, der später ebenfalls Premierminister von Québec wurde, sowie Marc-André Bédard, der Staatsminister für Wahlrechtsreform war.
Drei Wochen nach seinem Amtsantritt setzte er Neuwahlen für die Nationalversammlung fest. Sein Wahlkampf fand auf der Grundlage von Realismus und Offenheit statt und machte keine teuren Wahlversprechen. Bei den Wahlen zur Nationalversammlung am 2. Dezember 1985 erlitt Johnson Parti Québécois eine schwere Wahlniederlage, verlor 57 ihrer 80 Parlamentssitze und stellte nur noch 23 Abgeordnete in der 122-köpfigen Nationalversammlung. Wahlsieger war die Parti libéral du Québec dessen ehemaligen Premierministers Robert Bourassa, die die von der Parti Québécois verlorenen 57 Sitze hinzugewann und nunmehr 99 statt 42 Abgeordnete stellte.
Bourassa wurde daraufhin am 12. Dezember 1985 erneut Premierminister, während Johnson die Position als Oppositionsführer in der Nationalversammlung übernahm.
Am 10. November 1987 trat er von seinen Funktionen als Vorsitzender der Parti Québécois sowie als Oppositionsführer zurück und verzichtete auch auf sein Mandat als Mitglied der Nationalversammlung. Nachfolger als Parteivorsitzender und Führer der Opposition wurde daraufhin zunächst kommissarisch Guy Chevrette, der aber kurz darauf von Jacques Parizeau abgelöst wurde.
Nach seinem Ausscheiden aus der Politik übernahm Johnson eine Professur für Rechtswissenschaften an der McGill University. Neben seiner Lehrtätigkeit befasste er sich mit Themen wie dem Übereinkommen der Vereinten Nationen zur Bekämpfung der Wüstenbildung.
Sein älterer Bruder Daniel Johnson, Jr. war von 1994 bis 1998 Vorsitzender der Parti libéral du Québec sowie 1994 ebenfalls für einige Monate Premierminister von Québec.

## Veröffentlichung
- Pierre Marc Johnson, Karel Mayrand, Marc Paquin (Hrsg.): Governing Global Desertification: Linking Environmental Degradation, Poverty And Participation. Ashgate, Aldershot 2006, ISBN 0-7546-4359-X